# Бухальфа, Карло
Карло Грегор Бухальфа (нем. Carlo Gregor Boukhalfa; род. 3 мая 1999, Фрайбург-им-Брайсгау) — немецкий футболист, полузащитник клуба «Санкт-Галлен».

## Клубная карьера
Бухальфа — воспитанник клуба «Фрайбург». 13 сентября 2020 года в матче против «Вальдхофа» Карло дебютировал в Кубке Германии. Летом 2021 года на правах аренды перешёл в «Ян». 24 июля в поединке против «Дармштадт 98» он дебютировал во второй Бундеслиге. 31 июля в матче против «Зандхаузена» Бухальфа забил первый гол за «Ян».
В мае 2021 года, было объявлено о перехода полузащитника в «Санкт-Паули» летом 2022 года. 16 июля в матче против «Нюрнберга» он дебютировал за новый клуб. 23 сентября в поединке против «Шальке 04» Карло забил дебютный гол за «Санкт-Паули».